# Letališče Postojna

Letališče Postojna (imenovano tudi letališče Rakitnik), je športno letališče, ki se nahaja približno 3 km jugovzhodno od mesta Postojna. Namenjeno je športnim in turističnim letalom do skupne mase 5700 kg.